# La Vallée de la peur (film, 1916)
Pour les articles homonymes, voir La Vallée de la peur (homonymie).
Pour plus de détails, voir Fiche technique et Distribution.
La Vallée de la peur (The Valley of Fear) est un film muet britannique en noir et blanc réalisé par Alexander Butler, sorti en 1916. Le film est adapté du roman éponyme La Vallée de la peur, écrit par Arthur Conan Doyle et publié en 1914-1915. Sherlock Holmes est incarné par Harry Arthur Saintsbury et le Docteur Watson par Arthur Cullin.
Selon le site Silent Era, le film est actuellement considéré comme un film perdu : aucune copie connue n'a été conservée.

## Distribution

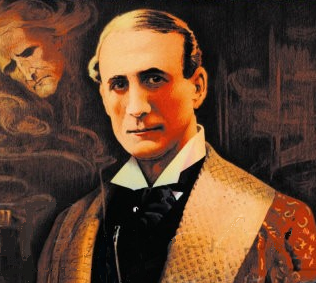
Harry Saintsbury incarne Holmes dans le film. Cette photographie a été prise vers 1903 alors que Saintsbury interprétait le détective dans la pièce Sherlock Holmes de William Gillette.

- Harry Arthur Saintsbury : Sherlock Holmes
- Daisy Burrell : Ettie Shafter
- Booth Conway : Professeur Moriarty
- Jack McCauley : McGinty
- Cecil Mannering : John McMurdo
- Arthur M. Cullin : Docteur Watson
- Lionel d'Aragon : Captain Marvin
- Bernard Vaughan : Shafter
- Jack Clare : Ted Baldwin